# Parafia św. Józefa w Połuszach
Parafia św. Józefa w Połuszach – parafia rzymskokatolicka, administracyjnie należąca do archidiecezji wileńskiej, znajdująca się w dekanacie ignalińskim. 